# Anisozyga taminata
Anisozyga taminata är en fjärilsart som beskrevs av Louis Beethoven Prout 1913. Anisozyga taminata ingår i släktet Anisozyga och familjen mätare. Inga underarter finns listade i Catalogue of Life.